# 뻐꾸기도 밤에 우는가
뻐꾸기도 밤에 우는가는 1981년 개봉된 대한민국의 영화이다.

## 배역
- 이대근
- 정윤희
- 김신재
- 윤양하
- 박예숙

## 수상
- 1980년 제19회 대종상
  - 우수작품상 - 우진필름
  - 남우주연상 - 이대근
  - 여우주연상 - 정윤희
  - 여우조연상 - 김신재
  - 녹음상 - 김병수
  - 미술상 - 도용우
  - 음악상 - 한상기
  - 조명상 - 이민부
  - 촬영상 - 정운교